# 德钦纹胸鮡
德钦纹胸鮡（学名：Glyptothorax deqinensis）为輻鰭魚綱鯰形目鮡科纹胸鮡属的鱼类。在中国，分布于澜沧江上游等，體長可達13.2公分。该物种的模式产地在云南德钦。